# Sabazia glandulosa
Sabazia glandulosa là một loài thực vật có hoa trong họ Cúc. Loài này được (Canne) B.L.Turner miêu tả khoa học đầu tiên năm 1989.